# Championnat de Hong Kong de football 1947-1948
Navigation
Saison suivante
La saison 1947-1948 du Championnat de Hong Kong de football est la troisième édition de la première division à Hong Kong, la Premier Division. Elle regroupe, sous forme d'une poule unique, les quinze meilleures équipes du pays qui se rencontrent deux fois, à domicile et à l'extérieur. Il n'y a ni promotion, ni relégation en fin de saison.
C'est le club de Kitchee SC qui remporte le championnat cette saison après avoir terminé en tête du classement final, avec trois points d'avance sur le tenant du titre, Sing Tao SC et six sur Kowloon Motor Bus FC. C'est le tout premier titre de champion de Hong Kong de l'histoire du club.

## Clubs participants
- Kitchee SC
- Sing Tao SC
- Kowloon Motor Bus FC
- Chinese AA
- South China AA
- Eastern AA
- Saint Joseph's FC
- Hong Kong FC
- Kwong Wah AA
- Royal Inniskilling Fusiliers
- Royal Air Force FC
- Hong Kong Police FC
- Royal Garrison Artillery
- Buffs FC
- Royal Navy FC

## Compétition
Le barème de points servant à établir les classements se décompose ainsi :
- Victoire : 2 points
- Match nul : 1 point
- Défaite : 0 point

### Classement
| Rang | Équipe                       | Pts | J  | G  | N | P  | Bp | Bc  | Diff |
| ---- | ---------------------------- | --- | -- | -- | - | -- | -- | --- | ---- |
| 1    | Kitchee SC                   | 46  | 28 | 22 | 2 | 4  | 98 | 45  | +53  |
| 2    | Sing Tao SCT                 | 43  | 28 | 21 | 1 | 6  | 93 | 41  | +52  |
| 3    | Kowloon Motor Bus FC         | 40  | 28 | 18 | 4 | 6  | 89 | 54  | +35  |
| 4    | Chinese AA                   | 39  | 28 | 17 | 5 | 6  | 69 | 42  | +27  |
| 5    | South China AA               | 38  | 27 | 17 | 4 | 6  | 71 | 48  | +23  |
| 6    | Eastern AA                   | 34  | 28 | 15 | 4 | 9  | 65 | 42  | +23  |
| 7    | Saint Joseph's FC            | 25  | 28 | 11 | 3 | 14 | 69 | 69  | 0    |
| 8    | Hong Kong FC                 | 24  | 28 | 9  | 6 | 13 | 59 | 60  | -1   |
| 9    | Kwong Wah AA                 | 23  | 28 | 8  | 7 | 13 | 68 | 85  | -17  |
| 10   | Royal Inniskilling Fusiliers | 22  | 28 | 9  | 4 | 15 | 68 | 85  | -17  |
| 11   | Royal Air Force FC           | 20  | 28 | 9  | 2 | 17 | 64 | 81  | -17  |
| 12   | Hong Kong Police FC          | 19  | 27 | 7  | 5 | 15 | 25 | 54  | -29  |
| 13   | Royal Garrison Artillery     | 16  | 28 | 4  | 8 | 16 | 43 | 79  | -36  |
| 14   | Buffs FC                     | 16  | 28 | 8  | 0 | 20 | 56 | 109 | -53  |
| 15   | Royal Navy FC                | 13  | 28 | 4  | 5 | 19 | 41 | 84  | -43  |

|  | Champion de Hong Kong 1948                         |
|  | T : Tenant du titre P : Promu de deuxième division |

## Bilan de la saison
| Championnat de Hong Kong de football 1947-1948 |                        |
| Champion                                       | Kitchee SC (1er titre) |
| Coupes et trophées                             |                        |
| Vainqueur de la Coupe de Hong Kong 1947-1948   | Non disputée           |